# Kælkning
Kælkning er en vintersport, hvor kørerne konkurrerer ved at kælke på en stejl, lukket bane på kortest tid. I kælkekonkurrencer kælker deltagerne på ryggen med benene først. I den beslægtede sportsgren skeleton kører deltagerne på maven med hovedet først.
Kælk blev en olympisk disciplin fra legene i Innsbruck, Østrig (1964). Der afvikles konkurrencer for både herrer og damer. Der afvikles også konkurrencer for toer-kælk, der ikke er kønsopdelt. Tyskland, Østrig og Italien har historisk set været de dominerende nationer i sporten.
Kælke-konkurrencen afholdes både på kunstige baner og på naturlige baner. De kunstige baner ligger typisk på det samme anlæg som bobslædekonkurrencen.
Internationalt er sporten organiseret under Fédération internationale de luge de course.